# Klooster van Velehrad
Het Klooster van Velehrad (Tsjechisch: Velehradský klášter) is een voormalig cisterciënzen-klooster in de Moravische gemeente Velehrad in Tsjechië. Het klooster is in 1220 gesticht door de Moravische markgraaf Wladislaus III Hendrik. In 1784 is het klooster door Keizer Jozef II opgeheven. Het klooster kreeg in 2024 als onderdeel van het Wandelpad Cisterscapes het Europees Erfgoedlabel.
Burcht van Olomouc en het Arcidicézní muzeum (Olomouc) ·
Slot Kynžvart (Lázně Kynžvart) ·
Werkbundwijken in Europa: Osada Baba (Praag) / Kolonie Nový dům (Brno) ·
Wandelpad Cisterscapes: Klooster Plasy (Plasy) / Klooster van Velehrad (Velehrad) / Klooster van Vyšší Brod (Vyšší Brod) / Klooster Žďár nad Sázavou (Žďár nad Sázavou)